# Конвой Трук – Еніветок (24.01.44 – 26.01.44)
Конвой Трук – Еніветок (24.01.44 – 26.01.44) – японський конвой часів Другої світової війни, проведення якого відбувалось у січні 1944-го. 
Вихідним пунктом конвою атол Трук у центральній частині Каролінських островів, де ще до війни створили головну базу японського ВМФ у Океанії, звідки до лютого 1944-го провадились операції в цілому ряді архіпелагів. Пунктом призначення став атол Еніветок, розташований на північному заході Маршаллових островів. 
До складу конвою увійшли водяний танкер «Ніппо-Мару» і транспорт «Окіцу-Мару» (мав на борту п’ять сотень військовослужбовців будівельного загону та майже сотню цивільних будівельників) під охороною есмінця «Судзукадзе» та мисливця за підводними човнами CH-33.
24 січня 1944-го загін полишив базу та попрямував на схід. Незадовго до завершення 26 січня в районі за шість сотень кілометрів на північний схід від Труку (та приблизно на такій же відстані від цілі походу) по «Судзукадзе» випустив чотири торпеди американський підводний човен USS Skipjack. Дві з них влучили в ціль, після чого есмінець вибухнув та затонув. CH-33 провів безуспішний пошук ворожої субмарини, а потім зміг врятувати 22 члени екіпажу «Судзукадзе».
USS Skipjack продовжив переслідування конвою і за чотири години після першої атаки (вже настало 26 січня), в районі за пів сотні кілометрів від місця потоплення есмінця, уразив торпедою «Окіцу-Мару». Судно затонуло, загинуло 176 пасажирів та членів екіпажу.
Під час останньої атаки на USS Skipjack стався інцидент у торпедному відсіку, що змусило перервати похід та попрямувати на базу. «Ніппо-Мару» 27 січня під охороною CH-33 прибуло на острів Понапе, звідки у першій декаді лютого разом з іншим конвоєм прослідувало на Трук.
Можливо відзначити, що вже за кілька діб союзники розпочнуть операцію про оволодінню головною японською базою на Маршаллових островах – атолом Кваджелейн, а в середині лютого 1944-го захоплять Еніветок. Одночасно з цим авіаносне з’єднання завдало потужний удар по Труку, під час якого був потоплений і «Ніппо-Мару».